# جرمانو چلانت
جرمانو چلانت (ایتالیایی: Germano Celant; زاده ۱۱ سپتامبر ۱۹۴۰ میلادی – درگذشته ۲۹ آوریل ۲۰۲۰ میلادی) مورخ، منتقد و نمایشگاه‌گردان هنری ایتالیایی بود که در سال ۱۹۶۷ میلادی اصطلاح «آرته پوورا» (هنر فقیر) را ابداع کرد و مقالات و کتاب‌های زیادی در این زمینه نوشت.